# Студеничани
Студеничани (на македонска литературна норма: Студеничани; на албански: Studeniçani) е село в Северна Македония, център на едноименната община Студеничани и на историко-географската област Торбешия.

## География
Разположено е в Скопското поле на 10 километра южно от столицата на страната Скопие.

## История
В XIX век Студеничани е албанско село в Скопска каза на Османската империя. Според статистиката на Васил Кънчов от 1900 г. Студеничани е населявано от 480 жители арнаути мохамедани.
След Междусъюзническата война в 1913 година селото попада в Сърбия.
На етническата си карта от 1927 година Леонард Шулце Йена показва Студеничани (Studeničani) като албанско село.
Според преброяването от 2002 година селото има 5786 жители.
| Националност     | Всичко |
| северномакедонци | 160    |
| албанци          | 5585   |
| турци            | 2      |
| роми             | 0      |
| власи            | 0      |
| сърби            | 2      |
| бошняци          | 2      |
| други            | 35     |